# ActRaiser 2
ActRaiser 2 (アクトレイザー2 沈黙への聖戦?, Akutoreizā Tsū: Chinmoku e no Seisen, lett. "Actraiser 2: la crociata del silenzio") è un videogioco a piattaforme a scorrimento, sviluppato per il Super Nintendo Entertainment System dalla Quintet e pubblicato dalla Enix (ora Square Enix) nel 1993. È il seguito dell'acclamato ActRaiser. La trama del gioco è fortemente ispirata al Paradiso perduto di John Milton e alla Divina Commedia di Dante.
Non viene rivelato molto riguardo alla collocazione temporale di Act Raiser 2. Si presuppone che possa essere ambientato nel passato, oppure in una dimensione parallela, rispetto al primo Act Raiser. ActRaiser 2 inoltre non include gli elementi di un god game.

## Trama
Il videogioco inizia in un universo governato dal male, in cui il Padrone disputa dei combattimenti di breve durata contro Tanzra, suo ex servitore, che ribellatosi, venne bandito dal Paradiso.
Straziato e lacerato, il corpo di Tanzra cade nell'oltretomba. Nutrendosi dell'odio per il Padrone, i sette peccati capitali di Tanzra e i loro sottoposto/subalterni combinarono la loro potenza per risanare il loro comandante. Così il vendicativo Tanzra, invade il mondo con i suoi demoni. Ora il Padrone deve, sostenuto da Crystalis l'angelo, sgominare il male e salvaguardare la Terra.
Alcune aree di gioco ironizzano sull'inconsistenza dei subalterni di Tanzra. Nel frattempo i cittadini di Leon vengono imprigionati in un sotterraneo di Gratis per non aver pagato le tasse al neo re Kolunikus, afflitto dall'Avarizia. L'ultimo livello conduce il protagonista a combattere, nella località di Humbleton, contro un dio meccanico in una battaglia contro la Superbia.
Sconfitti i primi sei peccati capitali, la Torre di Babele fuoriesce dal terreno, in un luogo in cui la Superbia dev'essere sconfitta. Una volta sconfitta, il Padrone discende negli Inferi in cui combatte Tanzra, una bestia il cui corpo è immerso dal bacino in giù in un lago di ghiaccio.
Durante i crediti del gioco viene declamato come il "Padrone vivrà per sempre", seguito dall'immagine raffigurante una statua del Padrone che si disgrega nel corso dei secoli. La spada della statua e l'ala destra crollano, metafora della crescita della civilizzazione e dell'autonomia della stirpe umana. 
Questo finale riflette quello dell'originale ActRaiser, in cui il servo specula dell'indipendenza del mondo e del Padrone dimenticato.

## Modalità di gioco
Consiste di un'azione scorrevole su varie piattaforme. Il giocatore assume il ruolo di "Padrone", controlla un palazzo del quale ispeziona gli abitanti. Dopo aver appreso delle loro condizioni, il Padrone discende per combattere mostri e malvagi, affinché liberi il mondo dal male. 
Ogni area è composta da due "atti". Il primo "atto" consiste in un'area nella quale un demone minore, a causa di una condizione sfavorevole, genera dei mostri. Il secondo "atto", invece, è un luogo dove dei mostri più tenaci vengono generati da un mostro primario, omonimo di uno dei sette peccati capitali.
L'azione scorrevole in ActRaiser 2, rispetto al primo ActRaiser, è ampiamente migliorata: il "maestro" dispone di ali funzionali, con le quali può volare o saltare molto alto per schivare pericoli, oppure levitare sino a piattaforme altrimenti inaccessibili.
Armato del solo gladio e di uno scudo rinfrangente, il Padrone presto diverrà dipendente dalla magia. Premendo uno specifico bottone sferra l'attacco: inoltre per caricarsi di "magia" deve tenere premuto un pulsante. Ogni magia sortisce effetti differenti in funzione del luogo in cui si trova il Padrone. 
In questo videogioco durante l'azione i tipi di magia sono intercambiabili, rispetto al primo Actraiser in cui gli incantesimi potevano essere selezionati solo prima dell'inizio di una missione.
Più il livello di difficoltà aumenta, più sarà lunga l'attesa per sprigionare la magia al massimo del suo potenziale. Il videogioco, nonostante i miglioramenti e rispetto al primo è complessivamente più difficile: i nemici sono più tenaci, e, al livello massimo di difficoltà, il fattore di rigiocabilità sale vertiginosamente.

## Accoglienza
| Testata                   | Giudizio |
| ------------------------- | -------- |
| GameRankings (media al)   | 78.67%   |
| Edge                      | 5/10     |
| Electronic Gaming Monthly | 8,75/10  |
| GamePro                   | 17,5/20  |
| IGN                       | 7,5/10   |
| Nintendo Power            | 3,675/10 |
| Nintendo Player           | 4/6      |
| Play Time                 | 78/100   |
| Player One                | 85%      |
| Superjuegos               | 90/100   |
| Super Play                | 69%      |
| Super Power               | 90/100   |
| Mega Fun                  | 86% 84%  |
| Megablast                 | 81%      |
| MAN!AC]                   | 75%      |
| Hobby Consolas            | 80/100   |
| Game Zero Magazine        | 70,5/100 |
| Consoles +                | 89%      |
| Total!                    | 3+ (C+)  |
| Video Games               | 83%      |

ActRaiser 2 è stato visto da alcuni autori di giochi non buono come l'originale. Il gioco ha venduto circa 180 000 copie in tutto il mondo, con 40 000 copie vendute rispettivamente in Giappone ed Europa e 100 000 negli Stati Uniti.
Levi Buchanan di IGN ha scritto che sebbene non sia valido come il gioco originale, le allusioni di ActRaiser 2 ai testi religiosi medievali e alla narrazione apocrifa sono "più che benvenute".